# اولدوس باختیوزینا
اولدوس باختیوزینا (انگلیسی: Uldus Bakhtiozina؛ زادهٔ ۲۲ ژوئیهٔ ۱۹۸۶) عکاس اهل روسیه است.
وی همچنین برندهٔ جوایزی همچون ۱۰۰ زن بی‌بی‌سی شده‌است.